# Kulpin, Herzogtum Lauenburg
Kulpin là một đô thị thuộc huyện Lauenburg, trong bang Schleswig-Holstein, nước Đức. Đô thị Kulpin, Herzogtum Lauenburg có diện tích 6,07 km², dân số thời điểm 31 tháng 12 năm 2006 là 239 người.